# Statenjachtstraat 4-178
Statenjachtstraat 4-178 is een gebouw aan de Statenjachtstraat in Amsterdam-Noord.

## Inleiding
Dit was eeuwenlang groen poldergebied, laatst behorend bij de gemeente Buiksloot. Net als de 19e-eeuwse cirkel rond de stadsbebouwing van gemeente Amsterdam zagen de bewoners die bebouwing steeds meer hun kant op komen. Amsterdam kocht steeds meer grond maar de gemeente Buiksloot sloot zich in 1921 vrijwillig aan bij de gemeente Amsterdam en Amsterdam kon zo de almaar groeiende bevolking huisvesten. In de jaren zestig van de 20e eeuw was het dan zover. Het eerste gedeelte van de wijk Banne Buiksloot werd ingevuld. De Statenjachtsstraat kreeg op 3 februari 1965 haar naam, een vernoeming naar het dienstvaartuig van de statencolleges in de Zeven Provinciën. In 1969 werd de straat geherdefinieerd, waarschijnlijk betrof het een verlenging naar het oosten.

## Gebouw
In 1966 vroeg de RK Coöperatieve Woningbouwvereniging Dr. Schaepman een bouwvergunning aan voor 88 woningen met centrale verwarming. Het maakte deel uit van een totaal van 264 woningen, verdeeld over drie woningbouwverenigingen (Ons Belang en de Protestantse Woningbouwvereniging). Er werd gebouwd volgens het RBM-systeem naar een ontwerp en of begeleiding van (gemeente)architect en bouwkundig ingenieur Kees Rijnboutt. Het complex werd opgeleverd in drie haakvormige flats met in de hoek van de haak parkeergelegenheid. De flats hebben acht woonetages boven een plint waarin bergingen etc. zijn ondergebracht. Toekomstige bewoners hadden de keus tussen drie indelingen: twee types tweekamerwoningen en één type vierkamerwoning. Rond januari 1969 werd geconstateerd dat de flatgebouwen opgeleverd waren.
In 1984 werd huisnummer 2 uit deze flat gehaald; er werd een gebouw voor geestelijke gezondheidszorg gebouwd naar ontwerp van C. van der Bom en Wouter Ingwersen.
In de jaren negentig waren de in de jaren zestig opgeleverde woningen aan renovatie en of sloop toe. Ondertussen was de visie op dit soort type hoogbouw negatief geworden. Sommige woningen voldeden niet meer aan de dan geldende vraag en eisen. De drie haakvormige flats werden behouden.
Deze flats aan de Statenjachtstraat vertonen overeenkomsten met de flats uit de Bijlmermeer, zie bijvoorbeeld Hoogoord en Hogevecht, die echter geen hoek hebben maar langgerekt zijn. 